# Piet van der Weijden

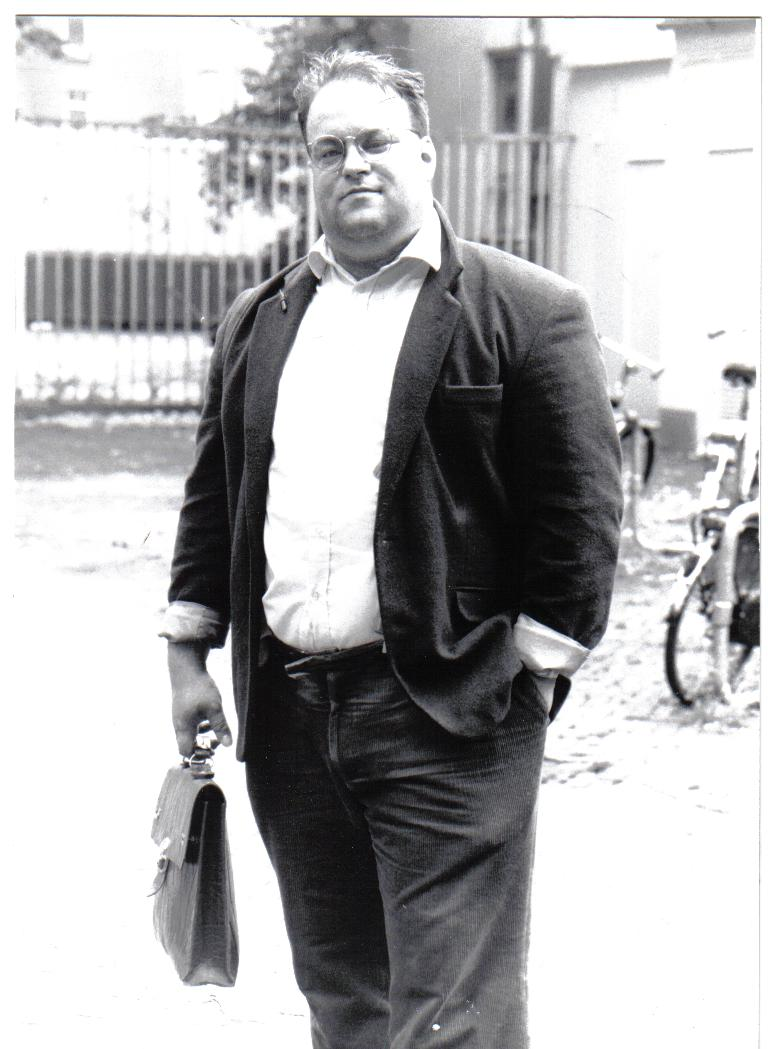
Piet van der Weijden

Piet van der Weijden (Bussum, 10 december 1966 – Amsterdam, 17 januari 2008) was een Nederlands journalist en publicist.
Piet van der Weijden debuteerde als schrijver op bijna achttienjarige leeftijd met zijn verhalenbundel Verboden flessen uit het coupéraam te werpen. Hij stencilde de exemplaren, legde ze neer bij wat boekhandels en de De Gooi- en Eemlander wijdde er een artikel aan. Na in 1986 het Gemeentelijk Gymnasium te Hilversum met succes te hebben doorlopen met een tien voor Nederlands in zijn eindlijst, haalde hij zijn propedeuse Nederlandse taal- en letterkunde aan de Universiteit van Amsterdam in 1988. In die tijd richtte hij het studentenblad HersenSpinsels op (dat bekendheid verwierf met een interview met Kees van Kooten) en het studentenblad Spits. Ook was hij mede-oprichter van het tegendraadse blad voor Neerlandici SD&vdW. Hij stapte over naar Communicatiewetenschappen waar hij in de eindredactie van het faculteitsblad Medium zat. Hij studeerde in 1993 af met een scriptie over de vergelijking tussen de tijdschriften Panorama en Nieuwe Revu tussen 1965 en 1975.
Hij liep stage bij Kortman Intradal BV met een historisch onderzoek naar de ontwikkeling van de bedrijfsreclame van de toenmalige Nijmeegse zeep- en wasmiddelenfabriek Dobbelman tussen 1890 en 1990. Dit onderzoek resulteerde in 1992 in een tentoonstelling en een tentoonstellingscatalogus.
Als zelfstandig publicist en journalist werkte hij voor talrijke vakbladen en publiekstijdschriften. Zo was hij tussen 1993 en 1994 redacteur en researcher van De Oorlogskranten van Florence Uitgeverij te Amsterdam. Tussen 1995 en 1996 was hij gastdocent massacommunicatie aan de School voor Journalistiek te Utrecht. Jarenlang verzorgde hij wekelijkse columns voor de lokale radio Amsterdam-FM die hij zelf voorlas. Ook schreef hij artikelen voor Trouw, De Groene Amsterdammer en hippe bladen als Slam en Strictly. Daarnaast was hij medewerker op de communicatieafdeling van het Amsterdamse Stadsdeel Oost en werkte hij als tekstschrijver/redacteur voor Politie Haaglanden, Hoek Loos en Experian. Hij was als lekenpriester en cursusleider actief in de Vredeskerk in de Amsterdamse wijk De Pijp.
Hij stierf na een kort ziekbed in Amsterdam, een maand na zijn 41ste verjaardag.